# 箕輪幸人
箕輪 幸人（みのわ ゆきと、1957年（昭和32年）6月28日 - ）は、日本のジャーナリスト。実業家。フジテレビ常務取締役を経て、テレビ新広島代表取締役社長を務める。血液型B型。

## 来歴・人物
茨城県鉾田市出身。 1982年早稲田大学商学部卒業後、フジテレビに入社。水口昌彦（WOWOW取締役）、堤康一（ネクステップ社長）は入社同期。
入社以来、一貫して報道局に所属し、報道カメラマンを経て、15年以上を社会部に在籍。主に警察、司法、教育、災害、原発などを担当。FNNスーパータイムディレクター 、警視庁・司法両キャップ、社会部デスク、同副部長、同部長、同専任部長・解説委員、解説委員を歴任した。
2010年6月報道局長、2011年6月執行役員報道局長、2012年6月取締役（報道・情報制作・国際担当）・報道局長、2013年6月常務取締役（報道・情報制作・国際担当）・報道局長・解説委員長。
日本記者クラブ理事、日本弁護士連合会の外部学識委員、人事院総裁賞選考委員なども務めた。

### テレビ新広島社長
2014年6月、中国電力を中核に県下最後発で開局したテレビ新広島の7代目社長に就任した。

## 趣味など
- 趣味は読書で、特に浅見光彦シリーズが好きである。
- 座右の銘は「志」で「常に弱者の視点を忘れないでいたい」という。

## 担当番組
報道番組
| 期間          | 期間          | 番組名              | 役職                 | 担当日     |
| ------------- | ------------- | ------------------- | -------------------- | ---------- |
| 2002年10月9日 | 2006年6月30日 | ニュースJAPAN       | コメンテーター       | 水～金曜日 |
| 2006年7月4日  | 2010年6月24日 | ニュースJAPAN       | コメンテーター       | 火～木曜日 |
| 2010年3月16日 | 2010年3月16日 | NSTスーパーニュース | 裁判員制度の解説担当 | 火曜日     |
| 2010年4月2日  | 2010年6月25日 | FNNスーパーニュース | コメンテーター       | 金曜日     |

その他
- みのわのテレビ（テレビ新広島社長就任後。2015年新番組紹介のミニ番組。番組解説員として出演）
- FNN報道特別番組のコメンテーターなど。